# Mandy Mulder
Mandy Mulder (ur. 3 sierpnia 1987) – holenderska żeglarka sportowa, wicemistrzyni olimpijska.
Startuje w klasie Yngling. Wicemistrzyni igrzysk olimpijskich w Pekinie w 2008 roku. Załogę tworzyły również Annemieke Bes i Merel Witteveen. W 2007 zdobyła czwarte miejsce w mistrzostwach świata.